# John Bani
John Bennett Bani (1 de julio de 1941) fue presidente de la República de Vanuatu entre el 25 de marzo de 1999 y el 28 de julio de 2004.
John Bani es párroco anglicano, miembro del partido conservador y francófono Unión de Partidos Moderados (Union des Partis Moderés o UPM). 
| Predecesor: Edward Natapei | Presidente de Vanuatu 25 de marzo de 1999 - 28 de julio de 2004 | Sucesor: Roger Abiut |

- Datos: Q878331
- Multimedia: John Bani / Q878331